# Jo Bo-ah
Jo Bo-ah (de nacimiento Jo Bo-yoon; Daejeon, 22 de agosto de 1991) es una actriz surcoreana.

## Carrera
Es miembro de la agencia KeyEast Entertainment (키이스트) desde febrero del 2021. Fue miembro de la agencia SidusHQ (싸이더스HQ; también conocida como "iHQ"), por diez años hasta enero de 2021.
Debutó como actriz en el año 2011 con un pequeño papel en la comedia I Live in Cheongdam-dong, en el canal de cable jTBC. 
En 2012 obtuvo su primer papel importante como un ex chica rica que se enamora de un roquero en la serie Shut Up Flower Boy Band de TVN. Posteriormente participó en su primera serie con un papel de reparto en el drama  Horse Doctor de MBC.
En 2013 presentó junto a Kim Woo-bin el programa musical M Countdown por dos semanas (el 4 y 7 de abril).
Participó en su primera película en 2014, como una atormentada y seductora adolescente que se obsesiona con su profesor de gimnasia en el thriller erótico Innocent Thing.
Volvió a la televisión por cable, interpretando a la protagonista de la comedia romántica The Idle Mermaid, una moderna reinterpretación de La Sirenita en medio de la competencia laboral en Corea.
Probó suerte con un nuevo género en la serie procesal, Missing Noir M, donde personificaba a una detective.
Después se incorporó al elenco del drama de fin de semana Todo sobre mi madre, y participó en serie Love Cells 2, adaptación del webtoon del mismo título.
En 2018 protagonizó Goodbye to Goodbye (también conocida como "Parting Left"), la cual estuvo basada en un webtoon.
El 10 de diciembre del mismo año se anunció que se había unido al elenco principal de la serie My Strange Hero (también conocida como "Revenge Is Back") donde dio vida a la maestra Son Soo Jung, hasta el final de la serie el 4 de febrero del 2019.
El 29 de enero de 2020 se unió al elenco principal de la serie Forest (también conocida como "Secret"), donde dio vida a Jung Young-jae, una residente apasionada y entusiasta de cirugía en el mejor hospital universitario de Corea, hasta el final de la serie el 19 de marzo del mismo año.
El 7 de octubre de 2020 se unió al elenco principal de la serie Tale of the Nine Tailed (también conocida como "Tale of Gumiho"), donde interpretó a Nam Ji-ah, la directora de producción del programa "Finding Urban Legends", hasta el final de la serie el 3 de diciembre del mismo año.
Aunque en marzo de 2021 se anunció que se uniría al elenco principal de la serie Propuesta laboral, más tarde se descartaría para el papel, que finalmente sería interpretado por Kim Sejeong.
A finales de noviembre del mismo año, se anunció que estaba en pláticas para unirse al elenco de la película Hidden Face
El 26 de agosto de 2023 dio vida a Lee Hong-jo, una funcionaria del Departamento de Vegetación en el Ayuntamiento de Onju. En la serie de Netflix Un amor predestinado,  una historia basada en la reencarnación y el destino, en la cual se enamora de un apuesto abogado quien es interpretado por Rowoon. Fecha de última emisión 12 de octubre de 2023.

## Filmografía

### Series de televisión

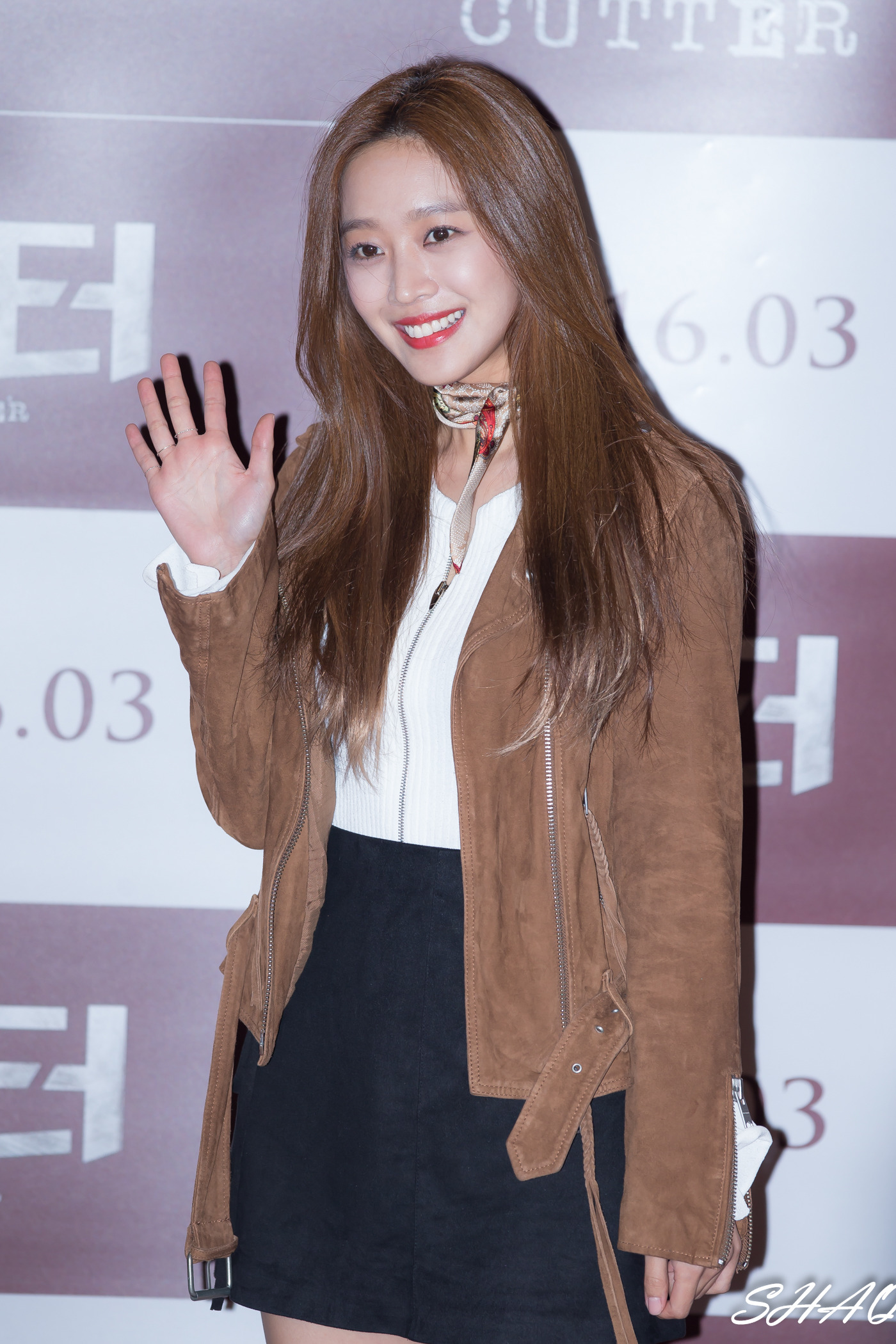
Bo-ah en marzo de 2016.

| Año     | Título                       | Rol                 | Red           | Notas                      | Ref.          |
| ------- | ---------------------------- | ------------------- | ------------- | -------------------------- | ------------- |
| 2011    | I Live in Cheongdam-dong     | Bo-ah               | JTBC          | Ep. 10, 14-15              |               |
| 2012    | Shut Up Flower Boy Band      | Im Soo-ah           | tvN           |                            |               |
| 2012    | Koisuru Maison Rainbow Rose  | Bo-ah               | Tokyo TV      |                            |               |
| 2012    | Horse Doctor                 | Seo Eun-seo         | MBC           |                            |               |
| 2014    | The Idle Mermaid             | Kim Ha-ni / Aileen  | tvN           |                            |               |
| 2015    | Missing Noir M               | Jin Seo-joon        | OCN           |                            |               |
| 2015    | All About My Mom             | Jang Chae-ri        | KBS2          |                            |               |
| 2015    | Love Cells 2                 | Ye-bom              | Naver TV Cast |                            |               |
| 2016    | Monster                      | Do Shin-young       | MBC           |                            |               |
| 2016    | Sweet Stranger and Me        | Do Yeo-joo          | KBS2          |                            |               |
| 2017    | La temperatura del amor      | Ji Hong-ah          | SBS           |                            |               |
| 2017    | Let Us Meet                  | Lee Soo-ji          | KBS2          | Drama Special, 1 episodio  |               |
| 2018    | Goodbye to Goodbye           | Jung-hyo            | MBC           |                            |               |
| 2018-19 | My Strange Hero              | Son Soo-jung        | SBS           |                            |               |
| 2020    | Forest                       | Dra. Jung Young-jae | KBS 2TV       |                            |               |
| 2020    | Tale of the Nine Tailed      | Nam Ji-ah           | tvN           |                            | [ 28 ]        |
| 2022    | Military Prosecutor Doberman | Cha Woo-in          | tvN           |                            |               |
| 2023    | Tale of the Nine Tailed 1938 | Nam Ji-ah           | tvN           | Aparición especial, ep. 12 | [ 29 ]        |
| 2023    | Un amor predestinado         | Lee Hong-jo         | JTBC          |                            | [ 30 ] [ 31 ] |
| 2025    | Seguro de divorcio           | Exmujer de Ki-joon  | tvN           | Aparición especial         | [ 32 ] [ 33 ] |
| 2025    | Querido Hongrang             | Jae-yi              | Netflix       | Serie web                  | [ 34 ] [ 35 ] |

### Cine
| Año  | Título         | Papel        |
| ---- | -------------- | ------------ |
| 2014 | Innocent Thing | Ha Young-eun |

### Programas de variedades
| Año  | Programa                             | Cadena  | Notas                                                        |
| ---- | ------------------------------------ | ------- | ------------------------------------------------------------ |
| 2017 | Battle Trip                          | KBS2    | 2 episodios - (Ep. 59-60) - concursante - junto a Kim So Eun |
| 2018 | 2 Days & 1 Night                     | KBS2    | invitada                                                     |
| 2020 | Amazing Saturday (DoReMi Market)     | tvN     | invitada - (Ep. 128)                                         |
| 2021 | Unexpected Business (Boss by Chance) | tvN     | invitada                                                     |
| 2021 | New World                            | Netflix | miembro                                                      |
| 2022 | DoReMi Market (Amazing Saturday)     | tvN     | (ep. 201) - invitada                                         |

### Presentadora
| Año     | Programa/Evento                    | Cadena | Notas                                                 | Ref.   |
| ------- | ---------------------------------- | ------ | ----------------------------------------------------- | ------ |
| 2011-12 | Made in U                          | JTBC   |                                                       |        |
| 2018-19 | Baek Jong Won's Alley Restaurant   | SBS    | (ep. 11-)                                             | [ 40 ] |
| 2019    | Seoul Drama Awards 2019            | -      | copresentadora                                        | [ 41 ] |
| 2020    | 29th Seoul Music Awards            | -      | copresentadora - junto Shin Dong-yup y Kim Heechul    |        |
| 2020    | 2020 KBS Drama Awards              | KBS    | copresentadora - junto a Lee Sang-yeob y Do Kyung-wan | [ 42 ] |
| 2021    | Korea on Stage - Namwon Gwanghanru | MBC    | presentadora                                          | [ 43 ] |
| 2021    | 2021 MAMA (2021 Mnet Music Awards) |        | presentadora de categoría                             | [ 44 ] |

### Aparición en videos musicales
| Año  | Artista | Canción         | Notas  |
| ---- | ------- | --------------- | ------ |
| 2020 | Chungha | "Everybody Has" | [ 45 ] |

### Revistas / sesiones fotográficas
| Año  | Título                | Notas                 |
| ---- | --------------------- | --------------------- |
| 2020 | Dazed Korea Magazine  | junto a Lee Dong-wook |
| 2020 | 1st Look              | junto a Lee Dong-wook |
| -    | Cosmopolitan Magazine | junto a Ohn Joo-wan   |

## Premios y nominaciones
| Año  | Premio                       | Categoría                                   | Trabajo            | Resultado |
| ---- | ---------------------------- | ------------------------------------------- | ------------------ | --------- |
| 2018 | Seoul Award                  | Best New Actress (Drama)                    | Goodbye to Goodbye | Ganó      |
| 2018 | 6th APAN Star Award          | Excellence Award, Actress in a Serial Drama | Goodbye to Goodbye | Ganó      |
| 2018 | 12th SBS Entertainment Award | Excellence (Variety)                        | Alley Restaurant   | Ganó      |
| 2020 | 34th KBS Drama Award         | Popularity Award                            | Forest             | Ganó      |
| 2020 | 34th KBS Drama Award         | Best Couple Award (junto a Park Hae-jin)    | Forest             | Ganaron   |